# دانیل سیکلس
دانیل سیکلس (انگلیسی: Daniel Sickles; ۲۰ اکتبر ۱۸۱۹ – ۳ مهٔ ۱۹۱۴) سیاست‌مدار، افسر (ارتش)، وکیل، و دیپلمات اهل ایالات متحده آمریکا بود. وی همچنین برندهٔ جوایزی همچون نشان افتخار (آمریکا) شده‌است.